# Индексный фьючерс
И́ндексный фью́черс — это фьючерсный контракт, в котором в качестве базисного актива используется какой-либо фондовый индекс, а не акции. Таким образом, предметом торгов становится значение индекса. Сделку с фьючерсом на индекс можно трактовать как сделку на пакет ценных бумаг, входящих в расчёт индекса. Фьючерсы на индексы — расчётные, поэтому никакой поставки ценных бумаг не осуществляется.
Особенностью котировки индексных фьючерсов является их номинирование не в деньгах (рублях или долларах), как фьючерсы на акции, а в пунктах (как и сам индекс). Причём значению фьючерса на индекс S&P/RUIX, например, с котировкой 24900 будет соответствовать значение индекса, равное 249,00. А чтобы подсчитать стоимость такого фьючерса, достаточно умножить 24900 на 0,02$ (условно, один пункт равен двум центам) — стоимость этого фьючерса равна 498 долларам.
Индексный фьючерс используются как для спекуляций на значениях индекса, так и для хеджирования ценных бумаг, входящих в расчёт индекса.

## Мини-фьючерсы на фондовые индексы
Мини-фьючерсы на фондовые индексы (англ. E-minis) — мини вариант стандартного фьючерсного контракта на индексы. Основные: мини-Dow, E-mini S&P 500 и E-mini NASDAQ 100. Контрактные месяцы мини-фьючерсов — март, июнь, сентябрь и декабрь.
У торговли E-mini на фондовые индексы есть определенные преимущества:
- Леверидж — можно контролировать существенную часть рынка, используя относительно небольшую сумму денег.
- Единственный источник ликвидности — контракты торгуются только на тех биржах, где были выпущены, что дает всем участникам одинаковые права на место в очереди.
- Гибкость — возможность быстро реагировать на изменения на рынке, покупая и продавая весь индекс в одной сделке. Плюс требуется меньше средств, чем для покупки индексного ETF.
- Круглосуточная торговля.

Минусы:
- Низкая ликвидность.
- Ролловеры — необходимость переносить открытые позиции на следующий контрактный месяц[1].